# Filip Cezar
Marko Julije Sever Filip Cezar (lat. Marcus Iulius Severus Philippus Caesar; 237. – Rim, 249.), isto poznat kao  Filip II., sin Rimskog cara Filipa Arapina i njegove žene Otacilija Severa.
| Prethodnik:                | Rimski carevi | Nasljednik:          |
| Filip Arapin (244. – 249.) | Rimski carevi | Decije (249. – 251.) |

### Ostali projekti
|  | Zajednički poslužitelj ima stranicu o temi Filip Cezar |